# مریام (کانزاس)
مریام (به انگلیسی: Merriam) شهری در ایالت کانزاس کشور ایالات متحده آمریکا است که جمعیت آن در سرشماری سال ۲۰۱۰ میلادی، ۱۱٬۰۰۳ نفر بوده‌است.